# Xylophaghou
Xylophaghou är en ort i Cypern. Den ligger i den sydöstra delen av landet. Xylophaghou ligger 51 meter över havet och antalet invånare är 6 231.
Terrängen runt Xylophaghou är platt. Havet är nära Xylophaghou söderut.  Trakten runt Xylophaghou består till största delen av jordbruksmark.